# Follow the Fleet
Follow the Fleet is een Amerikaanse muziekfilm uit 1936 onder regie van Mark Sandrich. De film is gebaseerd op een toneelstuk van Hubert Osborne.

## Verhaal
Bake en Sherry waren ooit danspartners, maar Bake werkt nu bij de marine en Sherry danst bij bals in San Francisco. Als Bake samen met zijn vriend Bilge een bal bezoekt waar Sherry ook aanwezig is, krijgen ze een reünie. Ook Bilge krijgt een oogje op Sherry's zus Connie. Als Connie erg haastig begint te praten over een huwelijk, vlucht Bilge naar Iris. Maar dan vertrekken de twee mannen weer...

## Rolverdeling
| Acteur           | Personage            |
| ---------------- | -------------------- |
| Fred Astaire     | Bake Baker           |
| Ginger Rogers    | Sherry Martin        |
| Randolph Scott   | Bilge Smith          |
| Harriet Hilliard | Connie Martin        |
| Astrid Allwyn    | Mevrouw Iris Manning |
| Betty Grable     | Trio Singer          |
| Lucille Ball     | Kitty Collins        |